# Eulenburg (Mansbach)
Die Eulenburg ist eine abgegangene Niederungsburg im heutigen Ortsteil Mansbach der Gemeinde Hohenroda im Landkreis Hersfeld-Rotenburg in Hessen.
1935 abgerissen, wurde an ihrer Stelle 1939 das sogenannte Wohlfahrtsgebäude des Remonteamtes gebaut.

## Lage
Mansbach entstand als Ort dicht an der alten hessisch-thüringischen Landesgrenze in den Ausläufern der Vorderhön. Die Burg am westlichen Ortsrand zwischen Buttlarstraße, Oberhof und Hünfelder Straße und nördlich des neuzeitlichen Geyso-Schlosses war eine Ortsburg, im Gegensatz zur viel älteren Grasburg, einer frühmittelalterlichen Höhenburg einige Hundert Meter weiter nordwestlich. Teilweise wird die Eulenburg auch als Wasserburg angesehen.

## Geschichte
Die von Mansbach, 1232 mit Rucher von Mannesbach genannt, bauten sich um Mansbach eine kleine Herrschaft auf und errichteten eine Burg zu ihrem Schutz. Schon mit Ende des zweiten Drittels des 13. Jahrhunderts in Konflikt mit dem Kloster Fulda geraten, wurde die Burg 1276 und/oder 1280 durch Fürstabt Bertho IV. bereits wieder zerstört. Fulda betrachtete sich fortan als Lehensherr. Erst mit Ludwig von Mansbach, Abt zu Hersfeld 1324 bis 1343, wurde die Burg um 1342 wieder aufgebaut. Im Jahre 1364 überließ Fulda den Ortsherren die Gerichtsbarkeit. 1446 erhielten sie den Ort als Erblehen, mussten es jedoch 1454 an Fulda aufgrund finanzieller Schwierigkeiten verpfänden.
Die Mansbacher, die sich zur buchonischen Ritterschaft zugehörig fühlten, waren Mitglied im Ritterkanton Rhön und Werra und erreichten im 17. Jahrhundert ihre Anerkennung durch Aufnahme in die fränkische Reichsritterschaft, jedoch erst 1789 wurde Mansbach reichsritterschaftliche Herrschaft.
Mitte des 16. Jahrhunderts teilten sich die Mansbacher in zwei Linien auf, wobei Karl und Wilhelm von Mansbach anfänglich die Burg gemeinschaftlich nutzten.  Streit zwischen den beiden Mansbacher Linien ließ 1569 den Abt von Fulda ihren Besitz in zwei Gutsbezirke teilen Karl von Mansbach (1521–1599) erhielt Obermannsbach und ließ für sich und seine Frau Anna von Boyneburg das Obere Schloss (Sonnenuhrgebäude) erbauen. Wilhelm von Mansbach bekam Untermannsbach und erbaute ab 1577 die Wilhelmsburg, Vorläufer des Geyso-Schlosses. 
Urkundlich um 1560 wurde die Eulenburg noch einmal umgebaut und erweitert, im Dreißigjährigen Krieg jedoch erneut zerstört und blieb Ruine.
1652 verkaufte Wilhelms Linie einen Teil ihres Besitzes um die Wilhelms- und Eulenburg an den damaligen hessischen Generalleutnant Johann von Geyso, so dass Mansbach bis zur Mediatisierung in drei von Fulda als landsässig beanspruchte, aber praktisch reichsfreie Rittergüter geteilt war.
Mansbach kam zunächst von 1803 bis 1806 an das Fürstentum Nassau-Oranien-Fulda, war von 1807 bis 1813 Teil des Königreichs Westphalen (Departement der Werra, Distrikt Hersfeld). 1815 wurden die Rittergutsbezirke aufgelöst. Mansbach kam mit dem Wiener Kongreß kurz an Preußen und dann an das Kurfürstentum Hessen. 1816 im Amt Eiterfeld eingeordnet, wurde der Ort 1821 dem Landkreis Hünfeld zugeordnet. 1867 kam Mansbach an das Königreich Preußen und wurde der Provinz Hessen-Nassau zugeschlagen. 
Die weitere Besitzlage der Burgruine ist durch schnellen Kauf und Wiederverkauf undurchsichtig. Ihre Reste wurden meist nur als Teilgüter um das Geyso-Schloss betrachtet.
1935 beginnend wurden die Reste der alten Burg abgerissen und die Wassergräben zugeschüttet. Im Hof der bis 1939 neu erbauten Gebäude ist ein Wappenstein mit der Inschrift VALENTIN VON GEYSO vermauert. In der Nazizeit wurde das auf der Eulenburg neu geschaffene Anwesen Wohlfahrtsgebäude genannt und als Verwaltungssitz des hiesigen Remonteamtes genutzt. Letzte Gräben wurden erst 1974 eingeebnet.

## Beschreibung
Bilder und Zeichnungen legen nahe, das die Gebäude der Eulenburg ebenfalls in L-Form zueinander standen, das mit steinernen Grundmauern versehene Fachwerkhaus mit Satteldach, das angrenzende, bis in den ersten Stock gemauerte Gebäude mit aufgesetztem Fachwerkgeschoss mit Krüppelwalmdach. Zum Zeitpunkt des Abrisses waren im Erdgeschoss Stallungen, im Obergeschoss einfache Wohnungen. Die Burg besaß mächtige Gewölbekeller.
Der Neubau von 1935 bis 1939, so wie er heute noch erhalten ist, versuchte an diese mittelalterlichen Formen anzuknüpfen. Im neuen Verwaltungsgebäude wurden im Keller Bäder für die Arbeiter eingerichtet, im Erdgeschoss Versorgungsküchen und im Obergeschoss befand sich das Büro des Zahlmeisters.
Das Gebäude ist heute in Privatbesitz.